# Pourcieux
Pourcieux é uma comuna francesa na região administrativa da Provença-Alpes-Costa Azul, no departamento de Var. Estende-se por uma área de 21,23 km². Em 2010 a comuna tinha 1 593 habitantes (densidade: 75 hab./km²).